# 서울양천소방서
서울양천소방서(서울陽川消防署, Seoul Yangcheon Fire Station)는 서울특별시 양천구를 관할하는 서울특별시 소방재난본부 산하의 소방서이다.
소방서장은 소방정으로 보한다.

## 조직
| - 소방행정과 - 소방행정팀 - 장비회계팀 - 홍보교육팀 | - 재난관리과 - 대응총괄팀 - 구조팀 - 구급팀 | - 예방과 - 예방팀 - 검사지도팀 - 위험물안전팀 | - 현장대응단 - 지휘팀 - 진압대 - 구조대 |

## 관할센터 및 관할구역
서울양천소방서는 4개의 119안전센터와 1개의 현장대응단을 산하에 두고 있다.
| 명칭                      | 사진 | 주소           | 관할구역                                        | 지역대 |
| ------------------------- | ---- | -------------- | ----------------------------------------------- | ------ |
| 서울양천소방서 현장대응단 |      | 목동서로 180   | 목 1·4·5동, 신정 2·4·5동 단, 구조는 양천구 일원 |        |
| 신정119안전센터           |      | 신월로 268     | 신월 2·4동, 신정 1·3·6·7동                      |        |
| 목동119안전센터           |      | 안양천로 1139  | 목 2·3·6동                                      |        |
| 신월119안전센터           |      | 남부순환로 448 | 신월 1·3·5·7동                                  |        |
| 신트리119안전센터         |      | 신정로 238     | 신정 3·6·7동, 신월 6동                          |        |

## 같이 보기
- 대한민국 소방청
- 대한민국의 소방
- 대한민국 소방공무원